# Placido Puccinelli
Padre Placido Puccinelli (Pescia, 1609 – Firenze presso la Badia Fiorentina, 1685) è stato un monaco cassinense, storico ed erudito italiano.

## Biografia
Educato nell'Abbazia di S. Maria in Firenze, emise la professione solenne il 17 gennaio del 1626 divenendo successivamente abate titolare della congregazione cassinese e maestro delle cerimonie nella medesima abbazia. Subito s'interessò di studi e ricerche storiche, soprattutto in ambito genealogico e prosopografico, sulla scia della grande tradizione dell'abbazia. Modello indiscusso fu però lo storico lucchese Francesco Maria Fiorentini, con cui instaurò una profonda amicizia e un proficuo interscambio culturale. Pucinelli si dedicò intensamente allo studio della storia monastica medievale, riportando alla luce memorie perse da tempo.
Successivamente risiedette a Milano per diversi anni, annoverato tra gli accademici «faticosi» e godendo l'amicizia del principe Trivulzio. Anche nel capoluogo lombardo continuò la sua opera di storico dando alle stampe numerosi frutti delle sue assidue ricerche. Frequentò la neonata Biblioteca Ambrosiana di Milano, fondata dal cardinale arcivescovo Federico Borromeo, e strinse amicizia con lo storico Giovanni Pietro Puricelli. Per un lungo periodo Pucinelli si spostò in diverse città dell'Italia settentrionale, dove svolse accurate ricerche negli archivi dei monasteri del suo ordine. Ritornato a Firenze, insignito nuovamente del titolo di abate, vi dimorò ancora per diversi anni, stimato da tutta la città. Morì a Firenze all'età di 75 anni nel 1685.
L'opera storiografica del Puccinelli si rivela estremamente interessante per la copiosa, anche se eterogenea, quantità di informazioni e dati, nonché per i numerosi documenti citati. Trascrivendo spesso integralmente i testi che riteneva pertinenti, il Puccinelli ci consente di leggere documenti testimonianze delle quali altrimenti non ci sarebbe giunta memoria.

## Alcune opere
- Historia dell'eroiche attioni della gran dama Vuilla principessa della Toscana, duchessa di Spoleto, e contessa di Camerino, Napoli, nella Stamperia di Francesco Savio, 1643.
- Historia di Ugo, principe della Toscana, Venezia, Matteo Leni e Giovanni Vecellio, 1643.
- Cronica della Badia Fiorentina, Firenze, 1645.
- Historia dell'eroiche attioni de' BB. Gometio Portughese abbate di Badia, e di Teuzzone Romito, con la serie delle badesse dell'insigne monastero delle Murate di Fiorenza, Milano, Gio. Pietro Ramellati, 1645.
- Memorie antiche di Milano e d'alcuni altri luoghi dello Stato, Milano, per Gio. Battista, e Giulio Cesare fratelli Malatesta Stampatori R. C., 1650.
- Vita di S. Simpliciano Arcivescovo di Milano, Milano, Malatesti stampatori, 1650.
- Memorie dell'insigne e nobile terra di Pescia, Milano, 1664.
- Istoria dell'eroiche attioni di Ugo il Grande, Milano, nella R.D. corte, per Giulio Cesare Malatesta stampatore R.C., 1664.
- Memorie sepolcrali dell'abbadia fiorentina e d'altri monasteri, come ancora de' magnati Carolingi, e d'altri personaggi cospicui, Milano, 1664.